# Тышковец, Акулина Алексеевна
Акулина Алексеевна Тышковец (1919, село Озеро — 1987, село Озеро) — советский государственный деятель, новатор сельскохозяйственного производства, звеньевая колхоза «Дружба» (затем — «Октябрь») Владимирецкого района Ровенской области. Депутат Верховного Совета УССР 6-8-го созывов. Герой Социалистического Труда (30.04.1966).

## Биография
Родилась в бедной крестьянской семье. С десятилетнего возраста батрачила, работала в собственном хозяйстве.
С конца 1940-х годов — доярка колхоза села Озеро Владимирецкого района Ровенской области.
С 1950 года — звеньевая льноводческого звена колхоза «Дружба» (затем — «Октябрь») села Озеро Владимирецкого района Ровенской области. Собирала высокие урожаи льна. В 1962 году звено Акулины Тышковец получила по 10 центнеров волокна и по 7,5 центнера семян льна с гектара на площади 6 га.
Член КПСС.
Потом — на пенсии.

## Награды
- Герой Социалистического Труда (30.04.1966)
- два ордена Ленина (26.02.1958, 30.04.1966)
- орден Октябрьской Революции
- медали